# Кецалтенанго
Кецалтенанго (шп. Quetzaltenango, такође познат под именом Кселаху (Xelajú), именом који су користиле Маје или још и Ксела (Xela), је и главни град гватемалског департмента и општине Кецалтенанга у Гватемали.
Кецалтенанго има 180.706 становника (попис из 2018). Становништво је око 61% староседелаца или Индијанаца, 34% Местиза или ладина и 5% белаца Латинске Америке. Град се налази у планинској долини на надморској висини од 2.330 m (7.640 ft) у најнижем делу. У самом граду неки врхови дустижу висину и изнад 2.400 м (7.900 стопа).
Општина Кецалтенанго се заузима површину од 122 km2 (47 sq mi). Општине које се налазе у близини општине Кецалтенанго су Салкаха, Кантел, Алмолонга, Зунил, Ел Палмар, Консепсион Чикиричапа, Сан Матео, Ла Есперанза и Олинтепеке у департману Кецалтенанго и Сан Андрес Ксекул у департману.

## Историја
У претколумбовско доба Кецалтенанго је био град народа Маја који се звао Кселаху, иако је у време шпанског освајања постао део Киче краљевине Кумаркај. Име је можда изведено од ке лају' ној што значи „испод десет планина”. Информације су указивале да је град већ био стар преко 300 година када су Шпанци први пут стигли. Уз помоћ својих савезника, конкистадор Педро де Алварадо је овде победио и убио владара Маја Текуна Умана. Када је Алварадо освојио град за Шпанију 1520-их, назвао га је именом Нахуатл које су користили његови савезници из централног Мексика, „Кетзцлтенанго“, за које се генерално сматрало да значи „место птице квецал“. Кетзалтенанго је постао званично име града у колонијално доба. Међутим, многи људи (посебно аутохтоно становништво) настављају да називају град „Кселају“ или скраћено „Ксела“, а неки га с поносом, али незванично, сматрају „престоницом Маја“.
Од 1838. до 1840. Кецалтенанго је био главни град државе Лос Алтос, једне од држава или провинција Савезне Републике Централне Америке. Како се унија распала, војска Гватемале под Рафаелом Карером је освојила Кецалтенанго, чинећи га поново делом Гватемале.Године 1850, град је имао око 20.000 становника.
Током 19. века, кафа је уведена као главна култура у овој области. Као резултат тога, привреда Кселе је напредовала. У граду се још увек може наћи много фине архитектуре такозване Беле епохе (франц−„Belle Époque”).
Вулкан Санта марија је 24. октобра 1902. у 17:00 еруптирао. Камење и пепео пали су на Кецалтенанго у 18:00, само један сат након ерупције. Као резултат ерупције вилкана 6.000 људи је погинуло.

## Клима
Према Кепеновој класификацији климе, Кецалтенанго има суптропску планинску климу (Цвб). Генерално, клима у Куетзалтенангу може бити од благе до хладне, са повременим топлим периодима. Дневни максимум се обично достиже око поднева. Од тада, температуре се смањују изузетно брзо. Град је прилично сув, осим током кишне сезоне. Кецалтенанго је најзгоднији велики град у Гватемали.
| Клима Кецалтенанго - Метеоролошка станица Лабор Оаље (темп.: 1991−2010 / прец.: 1980−2010) | Клима Кецалтенанго - Метеоролошка станица Лабор Оаље (темп.: 1991−2010 / прец.: 1980−2010) | Клима Кецалтенанго - Метеоролошка станица Лабор Оаље (темп.: 1991−2010 / прец.: 1980−2010) | Клима Кецалтенанго - Метеоролошка станица Лабор Оаље (темп.: 1991−2010 / прец.: 1980−2010) | Клима Кецалтенанго - Метеоролошка станица Лабор Оаље (темп.: 1991−2010 / прец.: 1980−2010) | Клима Кецалтенанго - Метеоролошка станица Лабор Оаље (темп.: 1991−2010 / прец.: 1980−2010) | Клима Кецалтенанго - Метеоролошка станица Лабор Оаље (темп.: 1991−2010 / прец.: 1980−2010) | Клима Кецалтенанго - Метеоролошка станица Лабор Оаље (темп.: 1991−2010 / прец.: 1980−2010) | Клима Кецалтенанго - Метеоролошка станица Лабор Оаље (темп.: 1991−2010 / прец.: 1980−2010) | Клима Кецалтенанго - Метеоролошка станица Лабор Оаље (темп.: 1991−2010 / прец.: 1980−2010) | Клима Кецалтенанго - Метеоролошка станица Лабор Оаље (темп.: 1991−2010 / прец.: 1980−2010) | Клима Кецалтенанго - Метеоролошка станица Лабор Оаље (темп.: 1991−2010 / прец.: 1980−2010) | Клима Кецалтенанго - Метеоролошка станица Лабор Оаље (темп.: 1991−2010 / прец.: 1980−2010) | Клима Кецалтенанго - Метеоролошка станица Лабор Оаље (темп.: 1991−2010 / прец.: 1980−2010) |
| Показатељ \ Месец                                                                          | .Јан.                                                                                      | .Феб.                                                                                      | .Мар.                                                                                      | .Апр.                                                                                      | .Мај.                                                                                      | .Јун.                                                                                      | .Јул.                                                                                      | .Авг.                                                                                      | .Сеп.                                                                                      | .Окт.                                                                                      | .Нов.                                                                                      | .Дец.                                                                                      | .Год.                                                                                      |
| ------------------------------------------------------------------------------------------ | ------------------------------------------------------------------------------------------ | ------------------------------------------------------------------------------------------ | ------------------------------------------------------------------------------------------ | ------------------------------------------------------------------------------------------ | ------------------------------------------------------------------------------------------ | ------------------------------------------------------------------------------------------ | ------------------------------------------------------------------------------------------ | ------------------------------------------------------------------------------------------ | ------------------------------------------------------------------------------------------ | ------------------------------------------------------------------------------------------ | ------------------------------------------------------------------------------------------ | ------------------------------------------------------------------------------------------ | ------------------------------------------------------------------------------------------ |
| Апсолутни максимум, °C (°F)                                                                | 28,4 (83,1)                                                                                | 29,8 (85,6)                                                                                | 29,8 (85,6)                                                                                | 28,2 (82,8)                                                                                | 29,4 (84,9)                                                                                | 26,5 (79,7)                                                                                | 25,2 (77,4)                                                                                | 25,0 (77)                                                                                  | 26,0 (78,8)                                                                                | 25,2 (77,4)                                                                                | 25,6 (78,1)                                                                                | 26,2 (79,2)                                                                                | 29,8 (85,6)                                                                                |
| Максимум, °C (°F)                                                                          | 22,0 (71,6)                                                                                | 23,5 (74,3)                                                                                | 25,5 (77,9)                                                                                | 23,8 (74,8)                                                                                | 23,1 (73,6)                                                                                | 21,9 (71,4)                                                                                | 21,9 (71,4)                                                                                | 22,1 (71,8)                                                                                | 20,9 (69,6)                                                                                | 21,7 (71,1)                                                                                | 21,3 (70,3)                                                                                | 22,1 (71,8)                                                                                | 22,48 (72,47)                                                                              |
| Просек, °C (°F)                                                                            | 12,9 (55,2)                                                                                | 13,7 (56,7)                                                                                | 14,8 (58,6)                                                                                | 15,8 (60,4)                                                                                | 15,8 (60,4)                                                                                | 15,6 (60,1)                                                                                | 15,8 (60,4)                                                                                | 15,8 (60,4)                                                                                | 15,2 (59,4)                                                                                | 15,0 (59)                                                                                  | 14,0 (57,2)                                                                                | 13,2 (55,8)                                                                                | 14,7 (58,5)                                                                                |
| Минимум, °C (°F)                                                                           | 2,3 (36,1)                                                                                 | 2,9 (37,2)                                                                                 | 3,9 (39)                                                                                   | 6,3 (43,3)                                                                                 | 8,8 (47,8)                                                                                 | 9,3 (48,7)                                                                                 | 8,2 (46,8)                                                                                 | 8,5 (47,3)                                                                                 | 9,0 (48,2)                                                                                 | 8,4 (47,1)                                                                                 | 6,0 (42,8)                                                                                 | 2,8 (37)                                                                                   | 6,37 (43,44)                                                                               |
| Апсолутни минимум, °C (°F)                                                                 | −11,5 (11,3)                                                                               | −5,4 (22,3)                                                                                | −5,2 (22,6)                                                                                | −3,6 (25,5)                                                                                | 0,6 (33,1)                                                                                 | 1,0 (33,8)                                                                                 | 2,5 (36,5)                                                                                 | 0,5 (32,9)                                                                                 | 1,0 (33,8)                                                                                 | 0,0 (32)                                                                                   | −5,5 (22,1)                                                                                | −5,4 (22,3)                                                                                | −11,5 (11,3)                                                                               |
| Количина кише, mm (in)                                                                     | 1,8 (0,071)                                                                                | 5,5 (0,217)                                                                                | 14,4 (0,567)                                                                               | 41,2 (1,622)                                                                               | 131,6 (5,181)                                                                              | 147,8 (5,819)                                                                              | 98,7 (3,886)                                                                               | 107,0 (4,213)                                                                              | 134,7 (5,303)                                                                              | 93,6 (3,685)                                                                               | 18,7 (0,736)                                                                               | 7,1 (0,28)                                                                                 | 802,1 (31,58)                                                                              |
| Дани са кишом (≥ 0.1 mm)                                                                   | 0,8                                                                                        | 0,9                                                                                        | 2,3                                                                                        | 5,9                                                                                        | 16,8                                                                                       | 21,9                                                                                       | 18,0                                                                                       | 17,5                                                                                       | 22,8                                                                                       | 14,5                                                                                       | 5,7                                                                                        | 2,1                                                                                        | 129,2                                                                                      |
| Релативна влажност, %                                                                      | 65,7                                                                                       | 63,1                                                                                       | 64,5                                                                                       | 68,4                                                                                       | 74,5                                                                                       | 79,4                                                                                       | 74,5                                                                                       | 76,1                                                                                       | 81,2                                                                                       | 79,3                                                                                       | 72,7                                                                                       | 68,6                                                                                       | 72,33                                                                                      |
| Сунчани сати — месечни просек                                                              | 249,6                                                                                      | 240,3                                                                                      | 249,3                                                                                      | 212,8                                                                                      | 167,1                                                                                      | 142,3                                                                                      | 185,3                                                                                      | 187,5                                                                                      | 135,6                                                                                      | 156,9                                                                                      | 199,2                                                                                      | 228,7                                                                                      | 2.354,6                                                                                    |
| Извор: Институт за националу сеизмологију, вулканологију, метеорологију и хидрологоју      |                                                                                            |                                                                                            |                                                                                            |                                                                                            |                                                                                            |                                                                                            |                                                                                            |                                                                                            |                                                                                            |                                                                                            |                                                                                            |                                                                                            |                                                                                            |